# Johan Philipsen
Pour les articles homonymes, voir Philipsen.
Johan Philipsen, né le 27 avril 1911 à Åbenrå (Danemark) et mort le 11 avril 1992 à Søgård (Danemark), est un homme politique danois, membre du parti Venstre, ancien ministre et ancien député au Parlement (le Folketing).

## Distinctions
- Commandeur de l'ordre du Dannebrog